# Ryk Neethling
Ryk Neethling, né le 17 novembre 1977 à Bloemfontein, est un nageur sud-africain spécialiste des épreuves en nage libre (du 50 m au 200 m). Lors de sa troisième participation olympique, le nageur a conquis la médaille d'or sur l'épreuve du relais 4 × 100 m nage libre avec ses compatriotes Roland Schoeman, Lyndon Ferns et Darian Townsend.

## Biographie
En parallèle à ses études dans sa ville natale de Bloemfontein, Ryk Neethling excelle en natation. Ainsi, il gagne sa place dans l'équipe olympique sud-africaine pour participer aux Jeux olympiques de 1996 organisés à Atlanta. Il y obtient une cinquième place lors de la finale du 1 500 m nage libre. Après la compétition olympique, Neethling rejoint les États-Unis et l'Université d'Arizona où il remporte titres NCAA et distinctions personnelles. Multiple médaillé aux championnats pan-pacifiques ou aux Jeux du Commonwealth, il termine à la cinquième place du 1 500 m nage libre lors des Jeux olympiques de 2000 à Sydney. Déçu, le Sud-Africain décide d'abandonner cette épreuve de demi-fond pour se concentrer sur les épreuves de sprint (50 m ou 100 m nage libre). Il obtient rapidement de probants résultats confirmés par des podiums dans les compétitions internationales comme lors des Jeux du Commonwealth 2002.
En 2004, il aborde ambitieux ses troisièmes Jeux olympiques à Athènes d'autant plus que la natation sud-africaine a de légitimes chances de podium sur le relais 4 × 100 m nage libre (grâce notamment aux performances de son leader Roland Schoeman). Assez homogène, le quatuor sud-africain ne déçoit pas en réalisant un nouveau record du monde en finale et en décrochant la médaille d'or devant les relais néerlandais et américain. Ryk Neethling et ses compatriotes sont alors les seconds, après le relais australien en 2000, à contester l'hégémonie habituelle des relais américains aux JO. À titre individuel, le Sud-Africain frôle le podium de quelques centièmes lors de la finale du 100 m nage libre dominée par Pieter van den Hoogenband devant l'autre Sud-Africain Schoeman.
En 2005, Neethling conquiert ses premiers podiums mondiaux en grand bassin à Montréal avant de devenir triple champion du monde en petit bassin en 2006 à Shanghai. Lors des Mondiaux 2007 de Melbourne, il termine à deux reprises au pied du podium et obtient la huitième place lors de la finale du 100 m nage libre.

## Divers
En novembre 2005, il annonce avoir décliné une offre du Qatar pour changer de nationalité et représenter les couleurs de l'émirat lors des Jeux olympiques d'été de 2008.
Le nageur a eu une liaison avec l'Américaine Amanda Beard, championne olympique en 2000 sur 200 m brasse.

## Palmarès

### Jeux olympiques
| Discipline / Année   | Atlanta 1996      | Sydney 2000      | Athènes 2004        |
| -------------------- | ----------------- | ---------------- | ------------------- |
| 100 m nage libre     | -                 | -                | 4e 48,63 s          |
| 400 m nage libre     | 11e 3 min 54,34 s | 8e 3 min 48,52 s | -                   |
| 1500 m nage libre    | 5e 15 min 14,63 s | 5e 15 min 0,48 s | -                   |
| 4 × 100 m nage libre | -                 | -                | Or 3 min 13,17 s RM |

### Championnats du monde
| Discipline / Année   | Palma 1993 Petit bassin | Montréal 2005 Grand bassin | Shanghaï 2006 Petit bassin | Melbourne 2007 Grand bassin |
| -------------------- | ----------------------- | -------------------------- | -------------------------- | --------------------------- |
| 100 m nage libre     | -                       | Bronze 48,34 s             | Or 47,24 s                 | 8e 48,81 s                  |
| 200 m nage libre     | -                       | Bronze 1 min 46,63 s       | Or 1 min 43,51 s           | -                           |
| 1 500 m nage libre   | 16e 15 min 36 s 99      | -                          | -                          | -                           |
| 100 m 4 nages        | -                       | -                          | Or 52,42 s                 | -                           |
| 4 × 100 m nage libre | -                       | -                          | -                          | 4e 3 min 14,77 s            |
| 4 × 100 m 4 nages    | -                       | -                          | -                          | 4e 3 min 35,92 s            |

### Jeux africains
| Discipline / Année   | Harare 1995       |
| -------------------- | ----------------- |
| 400 m nage libre     | Or 4 min 1 s 98   |
| 1 500 m nage libre   | Or 15 min 54 s 18 |
| 4 × 200 m nage libre | Or 7 min 36 s 95  |

### Championnats pan-pacifiques
| Discipline / Année   | Fukuoka 1997     | Sydney 1999          |
| -------------------- | ---------------- | -------------------- |
| 200 m nage libre     | 5e 1 min 50 s 94 | Bronze 1 min 48 s 17 |
| 400 m nage libre     | 6e 3 min 54 s 58 | Bronze 3 min 46 s 41 |
| 1 500 m nage libre   | -                | Argent 15 min 2 s 40 |
| 4 x 100 m nage libre | -                | 4e 3 min 22 s 4      |

### Jeux du Commonwealth
| Discipline / Année   | Kuala Lumpur 1998    | Manchester 2002      | Melbourne 2006   |
| -------------------- | -------------------- | -------------------- | ---------------- |
| 100 m nage libre     | -                    | Bronze 49 s 71       | Argent 49 s 20   |
| 1 500 m nage libre   | Argent 15 min 2 s 88 | -                    | -                |
| 4 x 100 m nage libre | -                    | Argent 3 min 18 s 86 | Or 3 min 14 s 97 |

### Goodwill Games
| Discipline / Année | New York 1998        |
| ------------------ | -------------------- |
| 400 m nage libre   | Bronze 3 min 54 s 61 |
| 800 m nage libre   | Or 8 min 1 s 1       |
| Par équipes        | Or                   |

## Records
S'illustrant également en petit bassin sur l'épreuve du 100 m 4 nages, Neethling a détenu le record du monde de 2005 à 2008 (battu le 12 avril 2008 par l'Américain Ryan Lochte lors des championnats du monde en petit bassin de Manchester). Il fut par ailleurs détenteur du record du monde du relais 4 × 100 m nage libre, performance réalisée avec ses compatriotes lors de la finale olympique à Athènes en 2004.